# Egyiptom a 2004. évi nyári olimpiai játékokon
Az Egyiptom a görögországi Athénban megrendezett 2004. évi nyári olimpiai játékok egyik részt vevő nemzete volt. Az országot az olimpián 17 sportágban 97 sportoló képviselte, akik összesen 5 érmet szereztek.

## Érmesek
| Érem  | Versenyző           | Sportág   | Versenyszám              |
| ----- | ------------------- | --------- | ------------------------ |
| Arany | Karam Gáber Ibráhím | Birkózás  | Férfi kötöttfogás, 96 kg |
| Ezüst | Mohammed Ali        | Ökölvívás | Szupernehézsúly          |
| Bronz | Ahmed Ismail        | Ökölvívás | Félnehézsúly             |
| Bronz | Mohamed El-Sayed    | Ökölvívás | Nehézsúly                |
| Bronz | Tamer Bayoumi       | Taekwondo | Férfi légsúly            |

## Atlétika
Férfi
| Versenyző      | Versenyszám   | Selejtező | Selejtező | Döntő    | Döntő    |
| Versenyző      | Versenyszám   | Eredmény  | Helyezés  | Eredmény | Helyezés |
| -------------- | ------------- | --------- | --------- | -------- | -------- |
| Omar el-Gazáli | Diszkoszvetés | 55,53 m   | 33.       | kiesett  | kiesett  |

Női
| Versenyző     | Versenyszám   | Selejtező | Selejtező | Döntő    | Döntő    |
| Versenyző     | Versenyszám   | Eredmény  | Helyezés  | Eredmény | Helyezés |
| ------------- | ------------- | --------- | --------- | -------- | -------- |
| Marwa Hussein | Kalapácsvetés | 62,27 m   | 38.       | kiesett  | kiesett  |

## Birkózás

### Férfi
Kötöttfogású
| Versenyző            | Versenyszám | Csoportkör                                                                                            | Csoportkör | Negyeddöntő                       | Elődöntő                 | Bronz- mérkőzés                              | Döntő                      | Helyezés |
| Versenyző            | Versenyszám | Ellenfél Eredmény                                                                                     | Hely.      | Ellenfél Eredmény                 | Ellenfél Eredmény        | Ellenfél Eredmény                            | Ellenfél Eredmény          | Helyezés |
| -------------------- | ----------- | --- | ---------- | --------------------------------- | ------------------------ | -------------------------------------------- | -------------------------- | -------- |
| Asraf el-Garábli     | 60 kg       | C csoport · Armen Nazarjan (BUL) · 3-7 · Olekszandr Hvoscs (UKR) · 12-3                               | 2.         | kiesett                           | kiesett                  | kiesett                                      | kiesett                    | 12.      |
| Mohamed Abd El-Fatah | 84 kg       | B csoport · Brad Vering (USA) · 4-0 · Muhran Vahtangadze (GEO) · 3-0                                  | 1.         | Vjacsaszlav Makaranka (BLR) · DSQ |                          | 5. helyért · Dimítriosz Avrámisz (GRE) · DSQ | kizárták                   | kizárták |
| Karam Gáber Ibráhím  | 96 kg       | G csoport · Jeórjiosz Kuciúmbasz (GRE) · 11-6 · Marek Sitnik (POL) · 6-0 · Aszet Mambetov (KAZ) · TUS | 1.         |                                   | Mehmet Özal (TUR) · 11-0 |                                              | Ramaz Nozadze (GEO) · 12-1 |          |

DSQ - kizárták

## Cselgáncs
Férfi
| Versenyző             | Versenyszám  | Selejtező         | 32-es főtábla                         | Nyolcaddöntő                         | Negyeddöntő       | Elődöntő          | Vigaszág első kör                  | Vigaszág negyeddöntő | Vigaszág elődöntő | Bronz- mérkőzés   | Döntő             | Helyezés    |
| Versenyző             | Versenyszám  | Ellenfél Eredmény | Ellenfél Eredmény                     | Ellenfél Eredmény                    | Ellenfél Eredmény | Ellenfél Eredmény | Ellenfél Eredmény                  | Ellenfél Eredmény    | Ellenfél Eredmény | Ellenfél Eredmény | Ellenfél Eredmény | Helyezés    |
| --------------------- | ------------ | ----------------- | ------------------------------------- | ------------------------------------ | ----------------- | ----------------- | ---------------------------------- | -------------------- | ----------------- | ----------------- | ----------------- | ----------- |
| Amín Mohammed el-Hádi | Harmatsúly   |                   | Ammár Merídzsa (ALG) · 0001-1000      | kiesett                              | kiesett           | kiesett           |                                    |                      |                   |                   |                   | helyezetlen |
| El-Sayed Aboumedan    | Váltósúly    |                   | Ammár Benihlef (ALG) · 0000-1020      | kiesett                              | kiesett           | kiesett           |                                    |                      |                   |                   |                   | helyezetlen |
| Hesám Miszbáh         | Középsúly    |                   | Rostand Melaping (CMR) · 0100-0000    | Keith Morgan (CAN) · 0001-0011       | kiesett           | kiesett           |                                    |                      |                   |                   |                   | helyezetlen |
| Bassel El-Gharbawy    | Félnehézsúly |                   | Andrés Loforte (ARG) · 0002-0001      | Elco van der Geest (NED) · 0000-1000 |                   |                   | Mövlud Mirəliyev (AZE) · 0000-1010 | kiesett              | kiesett           | kiesett           |                   | helyezetlen |
| Iszlám es-Sehábi      | Nehézsúly    |                   | Vitalij Poljanszkij (UKR) · 0000-1000 | kiesett                              | kiesett           | kiesett           |                                    |                      |                   |                   |                   | helyezetlen |

Női
| Versenyző      | Versenyszám | Selejtező                          | Nyolcaddöntő      | Negyeddöntő       | Elődöntő          | Vigaszág első kör            | Vigaszág negyeddöntő | Vigaszág elődöntő | Bronz- mérkőzés   | Döntő             | Helyezés    |
| Versenyző      | Versenyszám | Ellenfél Eredmény                  | Ellenfél Eredmény | Ellenfél Eredmény | Ellenfél Eredmény | Ellenfél Eredmény            | Ellenfél Eredmény    | Ellenfél Eredmény | Ellenfél Eredmény | Ellenfél Eredmény | Helyezés    |
| -------------- | ----------- | ---------------------------------- | ----------------- | ----------------- | ----------------- | ---------------------------- | -------------------- | ----------------- | ----------------- | ----------------- | ----------- |
| Szamáh Ramadán | Nehézsúly   | Tea Donguzasvili (RUS) · 0001-1001 |                   |                   |                   | Cshö Szugi (KOR) · 0000-1000 | kiesett              | kiesett           | kiesett           |                   | helyezetlen |

## Evezés
Férfi
| Versenyző   | Versenyszám  | Előfutam | Előfutam | Vigaszág | Vigaszág | Elődöntő | Elődöntő | Elődöntő | Döntő | Döntő   | Döntő | Helyezés |
| Versenyző   | Versenyszám  | Idő      | Hely.    | Idő      | Hely.    | Típus    | Idő      | Hely.    | Típus | Idő     | Hely. | Helyezés |
| ----------- | ------------ | -------- | -------- | -------- | -------- | -------- | -------- | -------- | ----- | ------- | ----- | -------- |
| Ali Ibráhím | Egypárevezős | 7:36,60  | 4.       | 6:59,05  | 2.       | A/B/C    | 7:14,58  | 6.       | C     | 6:55,34 | 2.    | 14.      |

Női
| Versenyző   | Versenyszám  | Előfutam | Előfutam | Vigaszág | Vigaszág | Elődöntő | Elődöntő | Elődöntő | Döntő | Döntő   | Döntő | Helyezés |
| Versenyző   | Versenyszám  | Idő      | Hely.    | Idő      | Hely.    | Típus    | Idő      | Hely.    | Típus | Idő     | Hely. | Helyezés |
| ----------- | ------------ | -------- | -------- | -------- | -------- | -------- | -------- | -------- | ----- | ------- | ----- | -------- |
| Doaa Moussa | Egypárevezős | 8:26,87  | 6.       | 8:16,57  | 5.       | C/D      | 8:22,45  | 6.       | D     | 8:34,80 | 6.    | 24.      |

## Gyeplabda

### Férfi
| #               | Név                  |         |         |         |         |         |         |         |
| Kapusok         | Kapusok              | Kapusok | Kapusok | Kapusok | Kapusok | Kapusok | Kapusok | Kapusok |
| --------------- | -------------------- | ------- | ------- | ------- | ------- | ------- | ------- | ------- |
| 1               | Osama Hassanien      |         |         |         |         |         |         |         |
| 16              | Mohamed El-Mallah    |         |         |         |         |         |         |         |
| Mezőnyjátékosok |                      |         |         |         |         |         |         |         |
| 2               | Ahmed Ramadan        |         |         |         |         |         |         |         |
| 3               | Ahmed Mandour        |         |         |         |         |         |         |         |
| 4               | Mohamed Kasbr        |         |         |         |         |         |         |         |
| 5               | Amro Ibrahim         |         |         |         |         |         |         |         |
| 6               | Ahmed Mohamed        |         |         |         |         |         |         |         |
| 7               | Yasser Mohamed (CSK) |         |         |         |         |         |         |         |
| 8               | Ahmed Ibrahim        |         |         |         |         |         |         |         |
| 9               | Belal Enaba          |         |         |         |         |         |         |         |
| 10              | Sameh Mohamed        |         |         |         |         |         |         |         |
| 12              | Walid Mohamed        |         |         |         |         |         |         |         |
| 13              | Adnán Ahmed          |         |         |         |         |         |         |         |
| 14              | Amrou Metwalli       |         |         |         |         |         |         |         |
| 17              | Mohamed El-Sayed     |         |         |         |         |         |         |         |
| 20              | Sayed Hagag          |         |         |         |         |         |         |         |
| Tartalékok      |                      |         |         |         |         |         |         |         |
| Vezetőedző      |                      |         |         |         |         |         |         |         |
|                 | Asem Gad             |         |         |         |         |         |         |         |

#### Eredmények
Csoportkör
A csoport
| Csapat               | M | Gy | D | V | G+ | G– | Gk  | P  |
| -------------------- | - | -- | - | - | -- | -- | --- | -- |
| Spanyolország (ESP)  | 5 | 3  | 2 | 0 | 14 | 3  | +11 | 11 |
| Németország (GER)    | 5 | 3  | 2 | 0 | 15 | 6  | +9  | 11 |
| Pakisztán (PAK)      | 5 | 3  | 0 | 2 | 19 | 8  | +11 | 9  |
| Dél-Korea (KOR)      | 5 | 2  | 2 | 1 | 17 | 8  | +9  | 8  |
| Nagy-Britannia (GBR) | 5 | 1  | 0 | 4 | 9  | 21 | –12 | 3  |
| Egyiptom (EGY)       | 5 | 0  | 0 | 5 | 2  | 30 | –28 | 0  |

| 2004. augusztus 15. 20:00 | Nagy-Britannia (GBR)                    | 3–1        | Egyiptom (EGY)             | Játékvezetők: Henrik Ehlers (DEN), Satinder Kumar (IND) |
| 2004. augusztus 15. 20:00 | Middleton 18' · Fordham 53' · Hawes 58' | (1–0)      | S. Mohamed 37'             | Játékvezetők: Henrik Ehlers (DEN), Satinder Kumar (IND) |
| 2004. augusztus 15. 20:00 | Pearn 25' Bertram 47'                   | Büntetések | Hagag 26' Amro Ibrahim 67' | Játékvezetők: Henrik Ehlers (DEN), Satinder Kumar (IND) |

| 2004. augusztus 17. 18:30 | Egyiptom (EGY)             | 0–7        | Pakisztán (PAK)                                        | Játékvezetők: Han Jin-Soo (KOR), Peter Elders (NED) |
| 2004. augusztus 17. 18:30 |                            | (0–5)      | Jawwad 3', 12' · Nadeem 15' · Abbas 30', 34', 38', 58' | Játékvezetők: Han Jin-Soo (KOR), Peter Elders (NED) |
| 2004. augusztus 17. 18:30 | Ahmed 28' Amro Ibrahim 32' | Büntetések |                                                        | Játékvezetők: Han Jin-Soo (KOR), Peter Elders (NED) |

| 2004. augusztus 19. 18:00 | Németország (GER)                                             | 6–1        | Egyiptom (EGY) | Játékvezetők: Xavier Adell (ESP), David Gentles (AUS) |
| 2004. augusztus 19. 18:00 | Zeller 17', 67' · Witthaus 38' · Kunz 46' · Bechmann 49', 58' | (1–1)      | Enaba 24'      | Játékvezetők: Xavier Adell (ESP), David Gentles (AUS) |
| 2004. augusztus 19. 18:00 | Zeller 37'                                                    | Büntetések | Hagag 19'      | Játékvezetők: Xavier Adell (ESP), David Gentles (AUS) |

| 2004. augusztus 21. 8:30 | Egyiptom (EGY) | 0–11       | Dél-Korea (KOR) | Játékvezetők: Padro Teixeira (POR), Christian Blasch (GER) |
| 2004. augusztus 21. 8:30 |                | (0–3)      | I Dzsongszon 16', 25', 37', 59', 68' · Cson Dzsongha 29' · Szo Dzsongho 57' · Szong Szongthe 62', 65', 65' · Ju Hjoszik 66' | Játékvezetők: Padro Teixeira (POR), Christian Blasch (GER) |
| 2004. augusztus 21. 8:30 | Y. Mohamed 18' | Büntetések | Csi Szonghvan 27' | Játékvezetők: Padro Teixeira (POR), Christian Blasch (GER) |

| 2004. augusztus 23. 10:30 | Spanyolország (ESP)      | 3–0        | Egyiptom (EGY)                | Játékvezetők: David Leiper (GBR), Han Jin-Soo (KOR) |
| 2004. augusztus 23. 10:30 | Tubau 6', 65' · Amat 62' | (1–0)      |                               | Játékvezetők: David Leiper (GBR), Han Jin-Soo (KOR) |
| 2004. augusztus 23. 10:30 |                          | Büntetések | Y. Mohamed 47' A. Mohamed 50' | Játékvezetők: David Leiper (GBR), Han Jin-Soo (KOR) |

A 9–12. helyért
| 2004. augusztus 25. 8:30 | Dél-afrikai Köztársaság (RSA)              | 5–1        | Egyiptom (EGY)    | Játékvezetők: Pedro Teixeira (POR), Satinder Kumar (IND) |
| 2004. augusztus 25. 8:30 | Nicol 2', 54', 67' · Fulton 7' · Smith 50' | (2–1)      | Ahmed 17'         | Játékvezetők: Pedro Teixeira (POR), Satinder Kumar (IND) |
| 2004. augusztus 25. 8:30 | I. Evans 12' 33' Staniforth 17' Denne 25'  | Büntetések | Ahmed Ibrahim 27' | Játékvezetők: Pedro Teixeira (POR), Satinder Kumar (IND) |

A 11. helyért
| 2004. augusztus 27. 9:00 | Egyiptom (EGY)                | 2–4        | Argentína (ARG)                    | Játékvezetők: Xavier Adell (ESP), Han Jin-Soo (KOR) |
| 2004. augusztus 27. 9:00 | El-Sayed 21' · S. Mohamed 43' | (1–2)      | Retegui 20' · Almada 26', 48', 62' | Játékvezetők: Xavier Adell (ESP), Han Jin-Soo (KOR) |
| 2004. augusztus 27. 9:00 |                               | Büntetések | Camareri 41'                       | Játékvezetők: Xavier Adell (ESP), Han Jin-Soo (KOR) |

| Csapat         | Helyezés |
| -------------- | -------- |
| Egyiptom (EGY) | 12.      |

## Íjászat
Férfi
| Versenyző    | Versenyszám | Selejtező | Selejtező | 64-es főtábla                         | 32-es főtábla     | Nyolcaddöntő      | Negyeddöntő       | Elődöntő          | Döntő             | Helyezés |
| Versenyző    | Versenyszám | Pont      | Kiemelt   | Ellenfél Eredmény                     | Ellenfél Eredmény | Ellenfél Eredmény | Ellenfél Eredmény | Ellenfél Eredmény | Ellenfél Eredmény | Helyezés |
| ------------ | ----------- | --------- | --------- | ------------------------------------- | ----------------- | ----------------- | ----------------- | ----------------- | ----------------- | -------- |
| Máged Júszef | Egyéni      | 599       | 59.       | Dmitro Hracsov (UKR) (6.) · 128-154   | kiesett           | kiesett           | kiesett           | kiesett           | kiesett           | 58.      |
| Essam Sayed  | Egyéni      | 602       | 57.       | Hasse Pavia Lind (DEN) (8.) · 110-158 | kiesett           | kiesett           | kiesett           | kiesett           | kiesett           | 62.      |

Női
| Versenyző       | Versenyszám | Selejtező | Selejtező | 64-es főtábla                      | 32-es főtábla     | Nyolcaddöntő      | Negyeddöntő       | Elődöntő          | Döntő             | Helyezés |
| Versenyző       | Versenyszám | Pont      | Kiemelt   | Ellenfél Eredmény                  | Ellenfél Eredmény | Ellenfél Eredmény | Ellenfél Eredmény | Ellenfél Eredmény | Ellenfél Eredmény | Helyezés |
| --------------- | ----------- | --------- | --------- | ---------------------------------- | ----------------- | ----------------- | ----------------- | ----------------- | ----------------- | -------- |
| Lamia Bahnasawy | Egyéni      | 564       | 63.       | I Szongdzsin (KOR) (2.) · 127-164  | kiesett           | kiesett           | kiesett           | kiesett           | kiesett           | 58.      |
| May Mansour     | Egyéni      | 536       | 64.       | Pak Szonghjon (KOR) (1.) · 102-154 | kiesett           | kiesett           | kiesett           | kiesett           | kiesett           | 64.      |

## Kézilabda

### Férfi

#### Eredmények
Csoportkör
B csoport
| Csapat              | M | Gy | D | V | G+  | G–  | Gk  | P  |
| ------------------- | - | -- | - | - | --- | --- | --- | -- |
| Franciaország (FRA) | 5 | 5  | 0 | 0 | 135 | 108 | +27 | 10 |
| Magyarország (HUN)  | 5 | 4  | 0 | 1 | 132 | 124 | +8  | 8  |
| Németország (GER)   | 5 | 3  | 0 | 2 | 139 | 110 | +29 | 6  |
| Görögország (GRE)   | 5 | 2  | 0 | 3 | 117 | 130 | –13 | 4  |
| Brazília (BRA)      | 5 | 1  | 0 | 4 | 105 | 133 | –28 | 2  |
| Egyiptom (EGY)      | 5 | 0  | 0 | 5 | 110 | 133 | –23 | 0  |

| 2004. augusztus 14. 11:30 | Magyarország (HUN) | 33–28   | Egyiptom (EGY) | Sports Pavillion, Athén Játékvezetők: Boye, Jensen (DEN) |
| 2004. augusztus 14. 11:30 | Pásztor 9          | (16–15) | ez-Zaki 10     | Sports Pavillion, Athén Játékvezetők: Boye, Jensen (DEN) |
| 2004. augusztus 14. 11:30 | 8× 3×              |         | 3× 3×          | Sports Pavillion, Athén Játékvezetők: Boye, Jensen (DEN) |

| 2004. augusztus 16. 21:30 | Egyiptom (EGY) | 14–26  | Németország (GER) | Sports Pavillion, Athén Játékvezetők: Arnaldsson, Vidarsson (ISL) |
| 2004. augusztus 16. 21:30 | Juszri 4       | (5–14) | három játékos 5   | Sports Pavillion, Athén Játékvezetők: Arnaldsson, Vidarsson (ISL) |
| 2004. augusztus 16. 21:30 | 11× 3× 1×      |        | 8× 3× 1×          | Sports Pavillion, Athén Játékvezetők: Arnaldsson, Vidarsson (ISL) |

| 2004. augusztus 18. 16:30 | Görögország (GRE) | 26–25   | Egyiptom (EGY) | Sports Pavillion, Athén Játékvezetők: Oie, Togstad (NOR) |
| 2004. augusztus 18. 16:30 | Karipídisz 10     | (18–10) | Keshk 7        | Sports Pavillion, Athén Játékvezetők: Oie, Togstad (NOR) |
| 2004. augusztus 18. 16:30 | 8× 3×             |         | 4× 3× 2×       | Sports Pavillion, Athén Játékvezetők: Oie, Togstad (NOR) |

| 2004. augusztus 20. 21:30 | Franciaország (FRA) | 22–21   | Egyiptom (EGY) | Sports Pavillion, Athén Játékvezetők: Breto, Huelin Trillo (ESP) |
| 2004. augusztus 20. 21:30 | Girault 8           | (11–13) | Keshk 6        | Sports Pavillion, Athén Játékvezetők: Breto, Huelin Trillo (ESP) |
| 2004. augusztus 20. 21:30 | 5× 3×               |         | 8× 4× 1×       | Sports Pavillion, Athén Játékvezetők: Breto, Huelin Trillo (ESP) |

| 2004. augusztus 22. 21:30 | Egyiptom (EGY)   | 22–26   | Brazília (BRA) | Sports Pavillion, Athén Játékvezetők: Hansson, Olsson (SWE) |
| 2004. augusztus 22. 21:30 | Abd esz-Szalám 5 | (11–10) | Kojoroski 6    | Sports Pavillion, Athén Játékvezetők: Hansson, Olsson (SWE) |
| 2004. augusztus 22. 21:30 | 3× 2×            |         | 7× 2× 1×       | Sports Pavillion, Athén Játékvezetők: Hansson, Olsson (SWE) |

A 11. helyért
| 2004. augusztus 24. 9:30 | Szlovénia (SLO)  | 30–24   | Egyiptom (EGY) | Sports Pavillion, Athén Játékvezetők: Hansson, Olsson (SWE) |
| 2004. augusztus 24. 9:30 | Brumen, Žvižej 6 | (11–13) | Juszri 6       | Sports Pavillion, Athén Játékvezetők: Hansson, Olsson (SWE) |
| 2004. augusztus 24. 9:30 | 7× 1×            |         | 5× 1×          | Sports Pavillion, Athén Játékvezetők: Hansson, Olsson (SWE) |

| Csapat         | Helyezés |
| -------------- | -------- |
| Egyiptom (EGY) | 12.      |

## Lovaglás
Díjugratás
| Versenyző            | Ló     | Versenyszám | Selejtező | Selejtező | Selejtező | Selejtező | Selejtező | Selejtező        | Selejtező        | Selejtező | Döntő   | Döntő   | Döntő   | Döntő   | Végeredmény | Végeredmény |
| Versenyző            | Ló     | Versenyszám | 1. kör    | 1. kör    | 2. kör    | 2. kör    | 2. kör    | 3. kör           | 3. kör           | 3. kör    | 1. kör  | 1. kör  | 2. kör  | 2. kör  | Végeredmény | Végeredmény |
| Versenyző            | Ló     | Versenyszám | Bünt.     | Hely.     | Bünt.     | Össz.     | Hely.     | Bünt.            | Össz.            | Hely.     | Bünt.   | Hely.   | Bünt.   | Hely.   | Bünt.       | Helyezés    |
| -------------------- | ------ | ----------- | --------- | --------- | --------- | --------- | --------- | ---------------- | ---------------- | --------- | ------- | ------- | ------- | ------- | ----------- | ----------- |
| André Salah Sakakini | Casper | Egyéni      | 10        | 56.       | 16        | 26        | 53.       | nem állt rajthoz | nem állt rajthoz | kiesett   | kiesett | kiesett | kiesett | kiesett | kiesett     | kiesett     |

## Ökölvívás
| Versenyző        | Versenyszám     | Selejtező                       | Nyolcaddöntő                    | Negyeddöntő                      | Elődöntő                            | Döntő                          | Helyezés |
| Versenyző        | Versenyszám     | Ellenfél Eredmény               | Ellenfél Eredmény               | Ellenfél Eredmény                | Ellenfél Eredmény                   | Ellenfél Eredmény              | Helyezés |
| ---------------- | --------------- | ------------------------------- | ------------------------------- | -------------------------------- | ----------------------------------- | ------------------------------ | -------- |
| Saleh Khoulef    | Kisváltósúly    | Alekszandr Maletyin (RUS) · RSC | kiesett                         | kiesett                          | kiesett                             | kiesett                        | 17.      |
| Mohammed Hikal   | Váltósúly       | Basharmal Sultani (AFG) · 40-12 | Oleg Szaitov (RUS) · 17-18      | kiesett                          | kiesett                             | kiesett                        | 9.       |
| Ramadán Jászer   | Középsúly       |                                 | Marian Simion (ROU) · 36-24     | Gennagyij Golovkin (KAZ) · 20-31 | kiesett                             | kiesett                        | 5.       |
| Ahmed Ismail     | Félnehézsúly    | Shokhrat Kurbanov (TKM) · 44-22 | Trevor Stewardson (CAN) · 38-22 | Ilíasz Pavlídisz (GRE) · RSC     | Mahamed Ariphadzsijev (BLR) · 20-23 | kiesett                        |          |
| Mohamed El-Sayed | Nehézsúly       |                                 | Igor Alborov (UZB) · +18-18     | Adam Forsyth (AUS) · 27-12       | Viktar Zujev (BLR) · WO             | kiesett                        |          |
| Mohammed Ali     | Szupernehézsúly |                                 | Armand Takam (CMR) · 32-19      | Jaroslavas Jakšto (LTU) · 19-11  | Michel López (CUB) · 18-16          | Alekszandr Povetkin (RUS) · WO |          |

WO - ellenfél nélkül

RSC - a játékvezető megállította a mérkőzést

## Öttusa
| Versenyző   | Versenyszám | Lövészet | Lövészet | Lövészet | Vívás    | Vívás | Vívás | Úszás   | Úszás | Úszás | Lovaglás | Lovaglás | Lovaglás | Lovaglás | Futás    | Futás | Futás | Összesen    | Összesen |
| Versenyző   | Versenyszám | Pontszám | Pont     | Hely.    | Eredmény | Pont  | Hely. | Idő     | Pont  | Hely. | Idő      | Hibapont | Pont     | Hely.    | Idő      | Pont  | Hely. | Összes pont | Helyezés |
| ----------- | ----------- | -------- | -------- | -------- | -------- | ----- | ----- | ------- | ----- | ----- | -------- | -------- | -------- | -------- | -------- | ----- | ----- | ----------- | -------- |
| Raouf Abdou | Férfi       | 174      | 1024     | 21.      | 13-18    | 748   | 23.*  | 2:12,32 | 1216  | 25.   | 1:09,00  | 140      | 1060     | 18.      | 9:51,48  | 1036  | 10.   | 5084        | 20.      |
| Ája Medani  | Női         | 181      | 1108     | 4.       | 12-19    | 720   | 26.*  | 2:21,37 | 1224  | 13.   | 1:25,35  | 224      | 976      | 27.      | 12:04.06 | 824   | 31.   | 4852        | 28.      |

* - két másik versenyzővel azonos eredményt ért el

## Sportlövészet
Férfi
| Versenyző         | Versenyszám | Selejtező | Selejtező | Döntő   | Döntő    |
| Versenyző         | Versenyszám | Pont      | Helyezés  | Pont    | Helyezés |
| ----------------- | ----------- | --------- | --------- | ------- | -------- |
| Mohammed Abdelláh | Légpuska    | 590       | 24.****   | kiesett | kiesett  |
| Amr El-Gaiar      | Skeet       | 115       | 34.**     | kiesett | kiesett  |
| Moustafa Hamdy    | Skeet       | 118       | 29.*      | kiesett | kiesett  |

Női
| Versenyző                | Versenyszám | Selejtező | Selejtező | Döntő   | Döntő    |
| Versenyző                | Versenyszám | Pont      | Helyezés  | Pont    | Helyezés |
| ------------------------ | ----------- | --------- | --------- | ------- | -------- |
| Sajmá Abd el-Latíf Hasád | Légpuska    | 388       | 33.***    | kiesett | kiesett  |
| Dina Hosny               | Légpuska    | 391       | 27.****   | kiesett | kiesett  |

* - egy másik versenyzővel azonos eredményt ért el

** - két másik versenyzővel azonos eredményt ért el

*** - három másik versenyzővel azonos eredményt ért el

**** - négy másik versenyzővel azonos eredményt ért el

## Súlyemelés
Férfi
| Versenyző          | Versenyszám | Szakítás | Szakítás | Lökés    | Lökés    | Összesen | Helyezés |
| Versenyző          | Versenyszám | Eredmény | Helyezés | Eredmény | Helyezés | Összesen | Helyezés |
| ------------------ | ----------- | -------- | -------- | -------- | -------- | -------- | -------- |
| Ahmed Saad         | 56 kg       | 102,5    | 13.      | 130,0    | 11.      | 232,5    | 11.      |
| Mohamed El-Tantawy | 77 kg       | 145,0    | 19.*     | 182,5    | 15.*     | 327,5    | 17.      |
| Mohamed Masoud     | +105 kg     | 185,0    | 12.*     | 220,0    | 11.      | 405,0    | 11.      |

Női
| Versenyző     | Versenyszám | Szakítás | Szakítás | Lökés                    | Lökés                    | Összesen | Helyezés |
| Versenyző     | Versenyszám | Eredmény | Helyezés | Eredmény                 | Helyezés                 | Összesen | Helyezés |
| ------------- | ----------- | -------- | -------- | ------------------------ | ------------------------ | -------- | -------- |
| Enga Mohamed  | 48 kg       | 75,0     | 11.**    | 90,0                     | 12.*                     | 165,0    | 13.      |
| Nahla Ramadan | 75 kg       | 120,0    | 3.*      | érvényes kísérlet nélkül | érvényes kísérlet nélkül | kiesett  | kiesett  |

* - egy másik versenyzővel azonos eredményt ért el

** - két másik versenyzővel azonos eredményt ért el

## Szinkronúszás
| Versenyző                    | Versenyszám | Technikai gyakorlat | Technikai gyakorlat | Selejtező        | Selejtező        | Selejtező  | Selejtező  | Döntő            | Döntő            | Döntő      | Döntő      | Helyezés |
| Versenyző                    | Versenyszám | Technikai gyakorlat | Technikai gyakorlat | Szabad gyakorlat | Szabad gyakorlat | Összesítés | Összesítés | Szabad gyakorlat | Szabad gyakorlat | Összesítés | Összesítés | Helyezés |
| Versenyző                    | Versenyszám | Pont                | Hely.               | Pont             | Hely.            | Pont       | Hely.      | Pont             | Hely.            | Pont       | Hely.      | Helyezés |
| ---------------------------- | ----------- | ------------------- | ------------------- | ---------------- | ---------------- | ---------- | ---------- | ---------------- | ---------------- | ---------- | ---------- | -------- |
| Heba Abdel Gawad Dalia Allam | Páros       | 41,167              | 21.*                | 41,667           | 21.              | 82,834     | 21.        | kiesett          | kiesett          | kiesett    | kiesett    | 21.      |

## Taekwondo
Férfi
| Versenyző     | Versenyszám | Nyolcaddöntő                  | Negyeddöntő                 | Elődöntő               | Vigaszág első kör           | Vigaszág elődöntő           | Bronz- mérkőzés                | Döntő             | Helyezés |
| Versenyző     | Versenyszám | Ellenfél Eredmény             | Ellenfél Eredmény           | Ellenfél Eredmény      | Ellenfél Eredmény           | Ellenfél Eredmény           | Ellenfél Eredmény              | Ellenfél Eredmény | Helyezés |
| ------------- | ----------- | ----------------------------- | --------------------------- | ---------------------- | --------------------------- | --------------------------- | ------------------------------ | ----------------- | -------- |
| Tamer Bayoumi | Légsúly     | Marcel Wenceslau (BRA) · 10-2 | Mihaíl Murúcosz (GRE) · 8-2 | Chu Mu-Yen (TPE) · 4-5 |                             | Yulis Mercedes (DOM) · WDR  | Juan Antonio Ramos (ESP) · 7-1 |                   |          |
| Tamer Hussein | Pehelysúly  | Huang Chih-Hsiung (TPE) · 1-8 |                             |                        | Tuncay Caliskan (AUT) · 8-4 | Szong Mjongszop (KOR) · 6-8 | kiesett                        |                   | 5.       |

Női
| Versenyző    | Versenyszám | Nyolcaddöntő            | Negyeddöntő       | Elődöntő          | Vigaszág első kör | Vigaszág elődöntő | Bronz- mérkőzés   | Döntő             | Helyezés |
| Versenyző    | Versenyszám | Ellenfél Eredmény       | Ellenfél Eredmény | Ellenfél Eredmény | Ellenfél Eredmény | Ellenfél Eredmény | Ellenfél Eredmény | Ellenfél Eredmény | Helyezés |
| ------------ | ----------- | ----------------------- | ----------------- | ----------------- | ----------------- | ----------------- | ----------------- | ----------------- | -------- |
| Jermin Anwar | Légsúly     | Gonda Ivett (CAN) · 2-3 | kiesett           | kiesett           |                   |                   |                   |                   | 10.      |
| Abeer Essawy | Pehelysúly  | Chi Shu-Ju (TPE) · 0-8  | kiesett           | kiesett           |                   |                   |                   |                   | 11.      |

WDR - visszalépett

## Úszás
Férfi
| Versenyző     | Versenyszám | Előfutam | Előfutam | Előfutam | Elődöntő | Elődöntő | Elődöntő | Döntő   | Döntő    |
| Versenyző     | Versenyszám | Idő      | Hely.    | Össz.    | Idő      | Hely.    | Össz.    | Idő     | Helyezés |
| ------------- | ----------- | -------- | -------- | -------- | -------- | -------- | -------- | ------- | -------- |
| Ahmed Hussain | 100 m hát   | 56,86    | 6.       | 31.      | kiesett  | kiesett  | kiesett  | kiesett | kiesett  |
| Ahmed Hussain | 200 m hát   | 2:04,82  | 7.       | 31.      | kiesett  | kiesett  | kiesett  | kiesett | kiesett  |

Női
| Versenyző     | Versenyszám | Előfutam | Előfutam | Előfutam | Elődöntő | Elődöntő | Elődöntő | Döntő   | Döntő    |
| Versenyző     | Versenyszám | Idő      | Hely.    | Össz.    | Idő      | Hely.    | Össz.    | Idő     | Helyezés |
| ------------- | ----------- | -------- | -------- | -------- | -------- | -------- | -------- | ------- | -------- |
| Salama Ismail | 100 m mell  | 1:12,20  | 3.       | 28.      | kiesett  | kiesett  | kiesett  | kiesett | kiesett  |

## Vívás
Férfi
| Versenyző                                                           | Versenyszám       | Selejtező                         | 32-es főtábla                | Nyolcaddöntő                | Negyeddöntő                                                                   | Elődöntő                                                                                     | Bronz- mérkőzés                                                                     | Döntő             | Helyezés |
| Versenyző                                                           | Versenyszám       | Ellenfél Eredmény                 | Ellenfél Eredmény            | Ellenfél Eredmény           | Ellenfél Eredmény                                                             | Ellenfél Eredmény                                                                            | Ellenfél Eredmény                                                                   | Ellenfél Eredmény | Helyezés |
| ------------------------------------------------------------------- | ----------------- | --------------------------------- | ---------------------------- | --------------------------- | ----------------------------------------------------------------------------- | -------------------------------------------------------------------------------------------- | ----------------------------------------------------------------------------------- | ----------------- | -------- |
| Mostafa Anwar                                                       | Tőr, egyéni       | Carlos Rodríguez (VEN) · 7-15     | kiesett                      | kiesett                     | kiesett                                                                       | kiesett                                                                                      | kiesett                                                                             | kiesett           | 34.      |
| Mosztafa Nagáti                                                     | Tőr, egyéni       |                                   | Peter Joppich (GER) · 10-15  | kiesett                     | kiesett                                                                       | kiesett                                                                                      | kiesett                                                                             | kiesett           | 28.      |
| Tamer Mohamed Tahoun                                                | Tőr, egyéni       |                                   | João Gomes (POR) · 15-14     | Vu Han-hsziung (CHN) · 8-15 | kiesett                                                                       | kiesett                                                                                      | kiesett                                                                             | kiesett           | 15.      |
| Muhannad Saif El-Din                                                | Párbajtőr, egyéni | Siriroj Rathprasert (THA) · 13-15 | kiesett                      | kiesett                     | kiesett                                                                       | kiesett                                                                                      | kiesett                                                                             | kiesett           | 33.      |
| Yasser Mahmoud                                                      | Párbajtőr, egyéni |                                   | Csao Kang (CHN) · 9-15       | kiesett                     | kiesett                                                                       | kiesett                                                                                      | kiesett                                                                             | kiesett           | 28.      |
| Ahmed Nabíl                                                         | Párbajtőr, egyéni | Jórgosz Abalóf (GRE) · 15-6       | Marcel Fischer (SUI) · 10-15 | kiesett                     | kiesett                                                                       | kiesett                                                                                      | kiesett                                                                             | kiesett           | 30.      |
| Mostafa Anwar Mosztafa Nagáti Tamer Mohamed Tahoun Ali Tarek Madgy  | Tőr, csapat       |                                   |                              |                             | Olaszország (ITA) · Andrea Cassarà · Salvatore Sanzo · Simone Vanni · 20-45   | 5–8. helyért · Franciaország (FRA) · Jean-Noël Ferrari · Brice Guyart · Loïc Attely · 32-45  | 7. helyért · Dél-Korea (KOR) · Ha Cshangdok · Kim Unszong · Cshö Bjongcshol · 35-45 |                   | 8.       |
| Ibrahim Abdel Rahim Muhannad Saif El-Din Yasser Mahmoud Ahmed Nabíl | Párbajtőr, csapat |                                   |                              |                             | Oroszország (RUS) · Pavel Kolobkov · Szergej Kocsetkov · Igor Turcsin · 30-41 | 5–8. helyért · Ukrajna (UKR) · Dmitro Karjucsenko · Bohdan Nyikisin · Vitalij Osarov · 36-45 | 7. helyért · Kína (CHN) · To Tung · Hszie Jung-csün · Vang Lej · 26-45              |                   | 8.       |

Női
| Versenyző       | Versenyszám | 32-es főtábla                | Nyolcaddöntő      | Negyeddöntő       | Elődöntő          | Bronz- mérkőzés   | Döntő             | Helyezés |
| Versenyző       | Versenyszám | Ellenfél Eredmény            | Ellenfél Eredmény | Ellenfél Eredmény | Ellenfél Eredmény | Ellenfél Eredmény | Ellenfél Eredmény | Helyezés |
| --------------- | ----------- | ---------------------------- | ----------------- | ----------------- | ----------------- | ----------------- | ----------------- | -------- |
| Sajmá el-Gammál | Tőr, egyéni | Szvetlana Bojko (RUS) · 7-13 | kiesett           | kiesett           | kiesett           | kiesett           | kiesett           | 23.      |

## Vízilabda

### Férfi
| Egyiptomi nemzeti férfi vízilabdacsapat-játékoskeret | Egyiptomi nemzeti férfi vízilabdacsapat-játékoskeret | Egyiptomi nemzeti férfi vízilabdacsapat-játékoskeret | Egyiptomi nemzeti férfi vízilabdacsapat-játékoskeret | Egyiptomi nemzeti férfi vízilabdacsapat-játékoskeret | Egyiptomi nemzeti férfi vízilabdacsapat-játékoskeret | Egyiptomi nemzeti férfi vízilabdacsapat-játékoskeret |
| #                                                    | Név                                                  | Poszt                                                | Magasság                                             | Súly                                                 | Kor                                                  | Klub                                                 |
| ---------------------------------------------------- | ---------------------------------------------------- | ---------------------------------------------------- | ---------------------------------------------------- | ---------------------------------------------------- | ---------------------------------------------------- | ---------------------------------------------------- |
| 1                                                    | Amr Mohamed                                          | GK                                                   | 1,90 m (6 ft 3 in)                                   | 92 kg                                                | 1974. február 18. (30 évesen)                        | Gezira Sporting Club                                 |
| 2                                                    | Mohamed Gamal                                        | CB                                                   | 1,85 m (6 ft 1 in)                                   | 87 kg                                                | 1972. április 13. (32 évesen)                        | Heliopolis SC                                        |
| 3                                                    | Ibrahim Zaher                                        | D                                                    | 1,85 m (6 ft 1 in)                                   | 79 kg                                                | 1982. március 7. (22 évesen)                         | Gezira Sporting Club                                 |
| 4                                                    | Bassel Mashhour                                      | D                                                    | 1,83 m (6 ft 0 in)                                   | 80 kg                                                | 1982. szeptember 30. (21 évesen)                     | Heliopolis SC                                        |
| 5                                                    | Hassan Sultan                                        | D                                                    | 1,77 m (5 ft 10 in)                                  | 74 kg                                                | 1983. augusztus 6. (21 évesen)                       | Maadi                                                |
| 6                                                    | Sherif Khalil                                        | D                                                    | 1,85 m (6 ft 1 in)                                   | 87 kg                                                | 1982. augusztus 18. (21 évesen)                      | Heliopolis SC                                        |
| 7                                                    | Karim Abdel Mohsen                                   | CF                                                   | 1,88 m (6 ft 2 in)                                   | 92 kg                                                | 1979. január 10. (25 évesen)                         | Heliopolis SC                                        |
| 8                                                    | Shady El-Helw                                        | CF                                                   | 1,84 m (6 ft 0 in)                                   | 88 kg                                                | 1979. február 7. (25 évesen)                         | Heliopolis SC                                        |
| 9                                                    | Ahmed Badr                                           | CB                                                   | 1,85 m (6 ft 1 in)                                   | 85 kg                                                | 1977. május 1. (27 évesen)                           | Al-Ahly (vízilabda)                                  |
| 10                                                   | Mahmoud Ahmed                                        | D                                                    | 1,84 m (6 ft 0 in)                                   | 82 kg                                                | 1976. március 1. (28 évesen)                         | Gezira Sporting Club                                 |
| 11                                                   | Ragy Abdel Hady                                      | D                                                    | 1,86 m (6 ft 1 in)                                   | 100 kg                                               | 1974. január 28. (30 évesen)                         | Al-Ahly (vízilabda)                                  |
| 12                                                   | Omar El-Sammany                                      | D                                                    | 1,73 m (5 ft 8 in)                                   | 73 kg                                                | 1978. augusztus 22. (25 évesen)                      | Al-Ahly (vízilabda)                                  |
| 13                                                   | Walid Rezk                                           | CF                                                   | 1,90 m (6 ft 3 in)                                   | 92 kg                                                | 1974. július 19. (30 évesen)                         | Al-Ahly (vízilabda)                                  |
| Vezetőedző: Adel Shamala                             |                                                      |                                                      |                                                      |                                                      |                                                      |                                                      |

- Kor: 2004. augusztus 14-i kora

#### Eredmények
Csoportkör
B csoport
| Csapat              | M | Gy | D | V | G+ | G– | Gk  | P |
| ------------------- | - | -- | - | - | -- | -- | --- | - |
| Görögország (GRE)   | 5 | 4  | 0 | 1 | 43 | 27 | +16 | 8 |
| Németország (GER)   | 5 | 3  | 1 | 1 | 40 | 28 | +12 | 7 |
| Spanyolország (ESP) | 5 | 3  | 0 | 2 | 35 | 31 | +4  | 6 |
| Olaszország (ITA)   | 5 | 3  | 0 | 2 | 39 | 24 | +15 | 6 |
| Ausztrália (AUS)    | 5 | 1  | 1 | 3 | 37 | 35 | +2  | 4 |
| Egyiptom (EGY)      | 5 | 0  | 0 | 5 | 18 | 67 | –49 | 0 |

| 2004. augusztus 15. 09:30 | Egyiptom (EGY)       | 3–14 | Ausztrália (AUS) | Központi Olimpiai Uszoda Játékvezetők: Kiszelly Gábor (HUN), Hector Valcarce (ARG) |
| 2004. augusztus 15. 09:30 | (1–3, 0–5, 1–4, 1–2) |      |                  | Központi Olimpiai Uszoda Játékvezetők: Kiszelly Gábor (HUN), Hector Valcarce (ARG) |
| 2004. augusztus 15. 09:30 | három játékos 1      |      | Miller 3         | Központi Olimpiai Uszoda Játékvezetők: Kiszelly Gábor (HUN), Hector Valcarce (ARG) |

| 2004. augusztus 17. 10:45 | Németország (GER)    | 13–3 | Egyiptom (EGY)  | Központi Olimpiai Uszoda Játékvezetők: Pavel Rezek (CZE), Guy Pinker (RSA) |
| 2004. augusztus 17. 10:45 | (4–0, 5–0, 2–0, 2–3) |      |                 | Központi Olimpiai Uszoda Játékvezetők: Pavel Rezek (CZE), Guy Pinker (RSA) |
| 2004. augusztus 17. 10:45 | Politze 5            |      | három játékos 1 | Központi Olimpiai Uszoda Játékvezetők: Pavel Rezek (CZE), Guy Pinker (RSA) |

| 2004. augusztus 19. 21:00 | Egyiptom (EGY)       | 4–15 | Görögország (GRE) | Központi Olimpiai Uszoda Játékvezetők: Radu Sorin Matache (ROU), Zhong Haotian (CHN) |
| 2004. augusztus 19. 21:00 | (0–5, 0–2, 2–3, 2–5) |      |                   | Központi Olimpiai Uszoda Játékvezetők: Radu Sorin Matache (ROU), Zhong Haotian (CHN) |
| 2004. augusztus 19. 21:00 | négy játékos 1       |      | Thomákosz 5       | Központi Olimpiai Uszoda Játékvezetők: Radu Sorin Matache (ROU), Zhong Haotian (CHN) |

| 2004. augusztus 21. 10:45 | Egyiptom (EGY)       | 4–13 | Olaszország (ITA)      | Központi Olimpiai Uszoda Játékvezetők: Pavel Rezek (CZE), Guy Pinker (RSA) |
| 2004. augusztus 21. 10:45 | (1–3, 1–0, 2–5, 0–5) |      |                        | Központi Olimpiai Uszoda Játékvezetők: Pavel Rezek (CZE), Guy Pinker (RSA) |
| 2004. augusztus 21. 10:45 | El-Sammany 2         |      | Calcaterra, Angelini 3 | Központi Olimpiai Uszoda Játékvezetők: Pavel Rezek (CZE), Guy Pinker (RSA) |

| 2004. augusztus 23. 17:00 | Spanyolország (ESP)  | 12–4 | Egyiptom (EGY) | Központi Olimpiai Uszoda Játékvezetők: Hector Valcarce (ARG), Zhong Haotian (CHN) |
| 2004. augusztus 23. 17:00 | (4–1, 3–0, 2–1, 3–2) |      |                | Központi Olimpiai Uszoda Játékvezetők: Hector Valcarce (ARG), Zhong Haotian (CHN) |
| 2004. augusztus 23. 17:00 | Hernández, Gómez 3   |      | El-Helw 2      | Központi Olimpiai Uszoda Játékvezetők: Hector Valcarce (ARG), Zhong Haotian (CHN) |

A 10 közé jutásért
| 2004. augusztus 25. 10:45 | Horvátország (CRO)   | 12–1 | Egyiptom (EGY) | Központi Olimpiai Uszoda Játékvezetők: Zhong Haotian (CHN), Guy Pinker (RSA) |
| 2004. augusztus 25. 10:45 | (4–0, 2–0, 4–0, 2–1) |      |                | Központi Olimpiai Uszoda Játékvezetők: Zhong Haotian (CHN), Guy Pinker (RSA) |
| 2004. augusztus 25. 10:45 | Burić 3              |      | Rezk 1         | Központi Olimpiai Uszoda Játékvezetők: Zhong Haotian (CHN), Guy Pinker (RSA) |

A 11. helyért
| 2004. augusztus 27. 09:30 | Kazahsztán (KAZ)     | 15–7 | Egyiptom (EGY)     | Központi Olimpiai Uszoda Játékvezetők: Pavel Rezek (CZE), Decio Patelli (BRA) |
| 2004. augusztus 27. 09:30 | (6–0, 1–2, 5–3, 3–2) |      |                    | Központi Olimpiai Uszoda Játékvezetők: Pavel Rezek (CZE), Decio Patelli (BRA) |
| 2004. augusztus 27. 09:30 | Zajcev 7             |      | Mashhour, Khalil 2 | Központi Olimpiai Uszoda Játékvezetők: Pavel Rezek (CZE), Decio Patelli (BRA) |

| Csapat         | Helyezés |
| -------------- | -------- |
| Egyiptom (EGY) | 12.      |